# قضاء كوكبان
قضاء كوكبان أحد أقضية لواء صنعاء التابع لولاية اليمن في العهد العثماني، حيث قسمت الدولة العثمانية ما كانت تحكمه من ولاية اليمن إلى أربعة ألوية رئيسية، ويندرج تحته عدد من الأقضية، ويشمل كل قضاء عدة مخاليف أو النواحي.
مركزه كوكبان وتتبعه ناحيتان : شبام و المحويت .